# Культовые сооружения Тернополя
В Тернополе около 30 храмов различных конфессий.

## Ныне действующие храмы

### Украинская греко-католическая церковь
| Название                                          | Конфессия | Годы постройки | Местоположение                                | Фото | Краткие сведения |  |
| Церковь Непорочного Зачатия Девы Марии            | УГКЦ      | 1749—1779      | ул. Гетмана Сагайдачного, 14                  |      | Кафедральный собор. |  |
| Церковь Успения Пресвятой Богородицы              | УГКЦ      | нач. 1990-х    | ул. Князя Острожского, 55                     |      | В 1636 г. была возведена деревянная Монастырская церковь, впоследствии, в 1836 г. на этом месте была возведена новая, каменная церковь, которая находилась в Микуленецкой части города. Помещения этой церкви уничтожили большевики в 1962 г., и в наши дни её там заново построили прихожане. Обслуживают монахи-редемптористы. |  |
| Церковь Матери Божьей Неустанной Помощи           | УГКЦ      | 2000           | бульв. Данила Галицкого, 15                   |      | Обслуживают монахи-редемптористы. |  |
| Церковь Святого Архистратига Михаила              | УГКЦ      |                | ул. 15-го апреля, 1                           |      | Архитектор храма — Дзюбинский С. М. Окончил строительство настоятель о. Я. Онищук. |  |
| Храм Святого Василия Великого                     | УГКЦ      | 1996-1997      | ул. Новый Свет, 14                            |      | Храм освящён в праздник Василия Великого 14 января 1997 г. Освятил епископ Тернопольско-Збаражский Михаил (Сабрига). Архитектор — Михаил Нетрибъяк, автор иконостаса — Михаил Пицан. Священник — о. Степан Левчик. |  |
| Церковь Зарваницкой Божьей Матери                 | УГКЦ      | 2008           | Старый Парк ул. Петрушевича, 1                |      | |  |
| Храм Святых Владимира и Ольги                     | УГКЦ      |                | мкр-н Дружба; ул. Гетмана Филиппа Орлика, 1 А |      | Начал строительство настоятель о. декан Р. Цюпко (деканат г. Тернополя). |  |
| Церковь Святого Апостола Петра                    | УГКЦ      |                | мкр-н Аляска; ул. Владимира Великого, 1А      |      | Обслуживают монахи-францисканцы. |  |
| Храм Всех Святых Украинского народа               | УГКЦ      |                | ул. 15 Апреля, 37А                            |      | Архитектор храма — С. М. Дзюбинский, конструктор — Ю. Л. Зимельс. Изготовление документации было начато в 2001 г. о. д-ром Владимиром Гриндой. Краеугольный камень был освящён владыкой Михаилом Сабригой в 2004 г. Постройку храма начал в 2006 г. о. д-р Владимир Гринда. Освящён 13 октября 2013 года. |  |
| Храм Покрова Пресвятой Богородицы                 | УГКЦ      |                | ул. Андрея Чайковского, 1А                    |      | |  |
| Храм Рождества Святого Иоанна Крестителя          | УГКЦ      |                | ул. Довженко, 9А                              |      | Начал строительство настоятель о. А. Ивасечко. |  |
| Храм Святого Дмитрия                              | УГКЦ      |                | ул. Микулинецкая-Боковая                      |      | |  |
| Храм Святой Софии Премудрости Божьей              | УГКЦ      |                | ул. Максима Кривоноса, 2Д                     |      | |  |
| Храм Перенесения мощей Святого Николая            | УГКЦ      |                | ул. Мира-Карпенко                             |      | |  |
| Храм Святого Великомученика Пантелеймона Целителя | УГКЦ      |                | ул. Бережанская, 3А                           |      | |  |
| Храм Святого Духа                                 | УГКЦ      |                | ул. Тарнавского                               |      | Начал строительство настоятель о. И. Рыжий. |  |
| Храм Вознесения Господнего                        | УГКЦ      |                | ул. Львовская, 34                             |      | Освящена 9 июня 2016 г. Священник — отец Василий Шафран. |  |
| Храм Святого Ивана Богослова                      | УГКЦ      | 1997-2008      | просп. Воссоединения, 14                      |      | Строительство храма началось 18 мая 1997 г., когда архиепископ-митрополит Василий (Семенюк) освятил краеугольный камень под строительство храма и приходской крест. 19 мая 1997 г. началось строительство часовни для богослужений, которое продолжалось 2 года. В мае 1999 г. состоялась архиерейская Литургия, которую отслужил владыка Михаил Сабрига. После ее окончания состоялось освящение часовни св. ап. Иоанна Богослова. 16 июля 2001 г. началось строительство основного храма, который спроектировал Богдан Белоус. 8 ноября 2008 новый храм освятил владыка Василий (Семенюк). |  |
| Храм Святого Апостола Андрея Первозванного        | УГКЦ      |                | ул. Черновицкая, 46                           |      | Храм освятил владыка Василий Семенюк 9.12.2012 г. |  |
| Храм Рождества Пресвятой Богородицы               | УГКЦ      | ?-2015         | ул. Киевская, 2А                              |      | Храм освятил владыка Василий Семенюк 20 сентября 2015 г. Администратор прихода — о. Иосафат Савран |  |
| Храм Святого священномученика Иосафата            | УГКЦ      |                | ул. Лучаковского, 5                           |      | 19.02.1996 г. — в Тернопольской ОГА утвержден устав прихода; 26.12.1996 г. — Тернопольским городским советом предоставлен земельный участок под строительство храма; 10.08.1997 г. — освящен крест на месте строительства храма; 17.08.1997 г. — первая Святая Литургия; З0.11.1997 г. — освящена часовня; 09.08.1998 г. — освящен краеугольный камень; 25.11.2002 г. — вход в новый храм. |  |
| Храм Святого Николая                              | УГКЦ      |                | ул. Тролейбусная, 14А                         |      | |  |

### Православная церковь Украины
| Название                                                       | Конфессия | Годы постройки            | Местоположение                                         | Фото |
| Воздвиженская церковь                                          | УАПЦ      | нач. XV века              | ул. Над Ставом, 16                                     |      |
| Церковь Рождества Христова                                     | УАПЦ      | июль 1602 — сентябрь 1608 | ул. Русская, 22                                        |      |
| Церковь Рождества Пресвятой Богородицы                         |           |                           | ул. Клима Савура, 6                                    |      |
| Свято-Троицкий кафедральный собор                              | УПЦ КП    |                           | пр-т Воссоединения, 28, Парк Национального Возрождения |      |
| Кафедральный собор Святых Равноапостольных Константина и Елены |           |                           | ул. Киевская-Генерала Тарнавского                      |      |
| Свято-Воскресенский кафедральный собор                         |           |                           | ул. 15 Апреля-Академика Сахарова                       |      |
| Храм Всех Святых земли украинской                              | УАПЦ      | 1994                      | ул. Винниченко, 10А                                    |      |
| Храм Святого Апостола Андрея Первозванного                     |           | 2013                      | ул. Лукьяновича                                        |      |
| Храм Преображения Господнего                                   |           |                           | бульвар Пантелеймона Кулиша, 6                         |      |
| Храм иконы Пресвятой Богородицы                                |           |                           | ул. Довженко, 20                                       |      |
| Церковь Введения в храм Пресвятой Богородицы                   |           | 2013                      | ул. Карпенко, 22А                                      |      |
| Храм Святого Иоанна Крестителя                                 |           | 1857                      | ул. Госпитальная, 2А                                   |      |
| Часовня целителей земли украинской                             |           | 2011                      | ул. Князя Острожского, 9                               |      |
| Храм Вознесения Господнего                                     |           | 2014                      | пр-т Воссоединения, 21                                 |      |
| Храм Святого великомученика Георгия Победоносца                |           |                           | ул. Новый Свет                                         |      |
| Храм Святого великомученика Пантелеймона                       |           |                           | ул. С. Будного                                         |      |
| Храм Святого Апостола и евангелиста Иоанна Богослова           |           |                           | ул. Леся Курбаса, 6                                    |      |
| Храм Воскресения Христового                                    |           |                           | ул. Академика Сахарова, 7А                             |      |
| Храм Успения Пресвятой Богородицы                              |           |                           | ул. Бережанская, 44                                    |      |
| Храм Святых Равноапостольных Кирилла и Мефодия                 |           |                           | ул. Черновицкая                                        |      |
| Храм Святого Николая                                           |           |                           | ул. Микульнецкая                                       |      |
| Кафедральный собор Веры, Надежды, Любови и матери их Софии     | УПЦ МП    | 2000-е                    | ул. Евгения Коновальца, 1                              |      |
| Храм Святых Бориса и Глеба                                     | УПЦ КП    |                           | ул. Белогорская                                        |      |

### Римско-католическая церковь в Украине
| Название                                                    | Конфессия | Годы постройки | Местоположение            | Фото |
| Костел Божьего милосердия и Божьей Матери Неустанной Помощи | РКЦ       | 1999-2009      | пр-т. Степана Бандеры, 57 |      |

### Протестантские
| Название                                  | Конфессия              | Годы постройки | Местоположение                          | Фото |
| Новоапостольская церковь                  | Протестантская церковь |                | мкр-н Промышленный; ул. Збаражская, 8 А |      |
| Церковь Христиан Веры Евангельской        | ХВЕ                    |                | мкр-н Восточный; ул. Довженко, 4        |      |
| Первая Церковь Христиан Веры Евангельской | ХВЕ                    |                | ул. Квитова, 19                         |      |

## Утраченные храмы
| Название                                          | Конфессия | Годы существования | Расположение            | Фото | Краткие сведения |
| Костёл иезуитов                                   | РКЦ       | 1901-1945          | ул. Юлиана Опильского   |      | Сейчас на месте храма — магазин одежды «Галия» |
| Большая синагога                                  | Иудаизм   | 1662-1944          | ул. Паращука            |      | Сейчас на месте храма — художественная мастерская (ул. Паращука, 2). Синагога находилась чуть выше от нынешнего корпуса музыкального училища. Ульрих фон Вердум в 1671 г. так отозвался об интерьере здания: «Такой красивой синагоги я нигде в Польше не видел». При синагоге была школа. Близлежащие улицы имели еврейские названия: Бабада (фамилия раввина), Старошкольная (в честь хедера при синагоге) и Барона Морица Гирша (еврейский филантроп и основатель благотворительного фонда). Во время нацистской оккупации синагога была местом массовых пыток, а потом её сожгли и разрушили. |
| Приходской костёл Матери Божьей Неустанной Помощи | РКЦ       | 1904—1954          | бульвар Тараса Шевченко |      | Сейчас на месте храма — Центральный универмаг (бульвар Тараса Шевченко, 12) |